# Alaclair Ensemble
Alaclair Ensemble est un collectif de hip-hop québécois, originaire des villes de Québec et Montréal. Il se compose d'Accrophone (Eman et Claude Bégin), Ogden (alias Robert Nelson), KNLO et Vlooper. À ce jour, Alaclair Ensemble a fait paraître une vaste discographie comprenant six albums officiels au nom du collectif, ainsi que plusieurs mixtapes, EPs et autres parutions dans diverses configurations.
Le groupe est reconnu pour leurs paroles satiriques, voire absurdes, mélangeant l'anglais et le français, quoique cette dernière langue prédomine. Bien qu'il soit possible de se procurer leurs albums au format physique, ceux-ci mettent de l'avant l'accessibilité de leur musique, disponible gratuitement sur Internet, proposant une formule de contribution volontaire.

## Biographie
Leur premier album, 4,99$, est publié en 2010. Pour plusieurs, cet album marque une étape importante pour le rap québécois. Il représente un changement de style important pour ce genre, notamment par l'introduction de paroles bien plus humoristiques et satiriques, inspirant des artistes comme FouKi, Marie-Gold et Dead Obies. Avant 4,99$, le hip-hop québécois était plus cru, se rapprochant d'influences américaines du gangsta rap. Dans sa forme physique CD, l'album, vendu cinq dollars par les disquaires, incluait un sou noir dans chaque pochette afin que l'album coûte réellement 4,99$, tel que l'indique le titre. Avec cet album, le groupe remporte les prix de révélation de l'année et d'album rap de l'année aux GAMIQ.
Il est suivi en 2013 de l'album Les maigres blancs d'Amérique du Noir qui est inclus dans la longue liste de finalistes pour le prix Polaris la même année. Sur cet album, le groupe pousse la satire, en critiquant notamment le fédéralisme canadien, l'impérialisme britannique, ainsi que les élites économiques. Le titre de l'album fait référence à leur surnom autoproclamé, les « maigres », mais aussi du livre polarisant du militant felquiste Pierre Vallières, Nègres blancs d'Amériques — livre qui critique de nombreux thèmes également abordés dans l'album. La pochette, quant à elle, représente la reine Élisabeth II, bouche couverte par le titre de l'album, une référence à l'image de la chanson punk God Save the Queen des Sex Pistols.
Le groupe publie son troisième album officiel, Toute est impossible, le 1er juillet 2014, présentant sur la pochette de l'album Stephen Harper, alors premier ministre du Canada, habillé en super-héros,.
En 2016, le groupe tourne et publie le clip du morceau Ça que c’tait issu de leur nouvel album Les Frères cueilleurs, aussi publié cette année. Selon Le Devoir, le clip a réussi à devenir viral en Europe grâce à Internet. En octobre 2017, le groupe participe à la soirée de l'ADISQ en chantant Ça que c’tait avant de remporter le Félix du meilleur album hip-hop pour Les frères cueilleurs. Ils avaient aussi remporté les Félix du vidéoclip et de la pochette d’album de l’année. Le 9 février 2018, Alaclair Ensemble participe au Festi-Frette. Une semaine avant, il participait aux Nuits Polaires aux côtés de Zach Zoya et Lary Kidd.
Sans avertissement, le groupe relâche un mixtape surprise le 22 novembre 2019, America, Vol. 2,. Celui-ci, composé lors de leurs déplacements sur la route (dans des hôtels et l'autobus de tournée), contient dix chansons totalisant 35 minutes.
En 2019, la ville de Laval demande au groupe de sensibiliser sa population au recyclage. La chanson Mets du respect dans ton bac est créée pour l'occasion.
En 2020, Maybe Watson est écarté du groupe à la suite d'allégations portées contre lui, dans une vague de dénonciations d'inconduites sexuelles ébranlant le milieu artistique québécois,,.
En 2023, le groupe publie leur premier album en quatre ans, LAIT PATERNEL. Celui-ci marque également le premier album du groupe sans Maybe Watson, présent dans le collectif depuis sa création. On peut toutefois entendre ce dernier comme invité, notamment dans la chanson Carte Postale où celui-ci livre sa pensée sur sa situation personnelle depuis son expulsion du groupe. Dans l'ensemble, l'album est une critique d'un climat social tendu, plus spécifiquement de la culture de l'annulation, des conspirationnistes, de l'écoanxiété, ainsi que du wokisme.

## Symbolique
Le groupe est reconnu pour l'utilisation d'une grande quantité de référents symboliques récurrents, mêlant généralement l'humour et les jeux de mots. À cet effet, le groupe décrit souvent son style musical de par le néologisme du « post-rigodon », soit « la rencontre de la tradition orale bas-canadienne, avec les musiques contemporaines américaines comme le rap, le R&B et tout ça. Au début du 20e siècle au Québec, la façon de faire une musique rythmée et basée sur les mots, c’était le rigodon ».
La tradition québécoise est forte dans la symbolique du groupe, alors que ceux-ci situent continuellement leur œuvre sur le territoire fictif et créatif du « bas-canada », faisant référence à l’ancien nom de la province de Québec de 1791 à 1841. Tel que l'explique Ogden Ridjanovic, « Alaclair se situe dans le contexte que la révolte des Patriotes de 1838 a fonctionné et que le Québec est devenu la République libre du Bas-Canada ». À ce niveau, Ogden est fréquemment référé par le pseudonyme de Robert Nelson, véritable figure de proue de la rébellion des patriotes.
En tant que collectif, le groupe utilise souvent le terme « famille » pour décrire les liens personnels entre ses membres, ainsi que la communauté qui s'est formée autour d'eux.
Comme l'explique une analyse axée sur la symbolique du groupe, cette multiplication de termes « exemplifie la manière dont la fonction ludique du rap est mise à profit par Alaclair Ensemble [...]. Il est par là possible d’entrevoir comment le groupe s’affaire à se créer un éthos authentiquement hip-hop tout en jouant sur les codes du genre pour les exagérer et parfois les détourner ».

## Distinctions
- 2011 : Album hip-hop et révélation de l’année au GAMIQ pour 4,99$
- 2012 : Album hip-hop au GAMIQ pour Musique bas-canadienne d’aujourd’hui
- 2013 : Album hip-hop au GAMIQ pour Les maigres blancs d’Amérique du Noir
- 2017 : Félix du meilleur album rap pour Les frères cueilleurs à l'ADISQ; Félix du vidéoclip pour Ça que c'tait et de la pochette d’album de l’année
- 2019 : Félix du meilleur album rap pour Le sens des paroles à l'ADISQ; Félix du vidéoclip de l’année pour La famille
- 2024 : Nomination album rap de l’année pour Lait paternel à l’ADISQ[28]